# Force 14
Die Force 14 (Streitmacht 14) ist die Luftwaffe der Fatah, der größten Fraktion innerhalb der Palästinensischen Befreiungsorganisation. Ursprünglich als Vorläufer einer künftigen offensiven Luftstreitmacht gedacht, nimmt die Force 14 derzeit nur Transport- und Versorgungsflüge wahr. Militärische Operationen sind nicht bekannt. Nicht bekannt ist auch, ob die palästinensische Luftwaffe noch existiert. In den 1990er Jahren nahm sie noch an Ausbildungen teil, danach trat sie nicht mehr in Erscheinung.

## Flughafenpolizei
Mit der Öffnung des Gaza International Airport nach dem Oslo-Abkommen von 1993 stellte die Autonomiebehörde eine 200 Mann starke Flughafenpolizei auf. Die Polizeieinheit rekrutierte sich vor allem aus ehemaligen Mitgliedern der geplanten Luftwaffe Force 14 und ist der zivilen Luftfahrtbehörde unterstellt. Die Polizei stellte das Sicherheitspersonal auf dem Flughafen. Der Flughafen wurde im Februar 2001 während der Zweiten Intifada von Israel geschlossen und kurz darauf von den israelischen Streitkräften weitgehend zerstört. Schließlich wurde die Landebahn am 11. Januar 2002 aufgerissen.

## Bekannte Ausrüstung
Die Flughafenpolizei betrieb drei Mil-Mi-17-Helikopter. Diese wurden sämtlich bei der 2. Intifada von der Israeli Air Force am 3. Dezember 2001 zerstört.
Zu der Ausrüstung der Force 14 gibt es unterschiedliche Angaben. Folgende Fluggeräte, teilweise noch aus sowjetischer Produktion, soll die Einheit einmal besessen haben: ein Bell 206, ein Boeing CH-47 Chinook, eine Aermacchi SF-260, eine Fokker 27 und eine Douglas DC-8 gelten als relativ sicher. Der Besitz einer funktionstüchtigen Mikojan-Gurewitsch MiG-21 oder Mikojan-Gurewitsch MiG-23 ist eventuell ebenfalls historisch. Das Fluggerät wird nicht mehr verwendet und über seine Einsatzfähigkeit ist nichts bekannt.

## Kommandeure
- Usama al-'Ali (erster Kommandeur)
- Oberst Husayn Uwayda
- Oberst Shukri Tabbet
- Brigadier Fayiz Zaydan (zugleich Chef der Palestinian Civil aviation Authority)